# Lobelia excelsa
Lobelia excelsa là loài thực vật có hoa trong họ Hoa chuông. Loài này được Bonpl. mô tả khoa học đầu tiên năm 1816.